# غلف ستريم جي280
غلف ستريم جي280  (بالإنجليزية: Gulfstream G280)‏ هي طائرة رجال الأعمال ذات محركين. أنتجت عام 2009 في الولايات المتحدة من قبل غلف ستريم الفضائية بموجب ترخيص من شركة صناعات الفضاء الإسرائيلية (IAI). كان أول طيران لها في 11 ديسمبر 2009. ومازالت في الخدمة حتى الآن.